# Опатовац (Церник)
Опатовац је насељено место у саставу општине Церник у Бродско-посавској жупанији, Република Хрватска.

## Историја
До територијалне реорганизације у Хрватској налазио се у саставу старе општине Нова Градишка.

## Становништво
На попису становништва 2011. године, Опатовац је имао 332 становника.

## Попис1991.
На попису становништва 1991. године, насељено место Опатовац је имало 385 становника, следећег националног састава:
| Попис 1991.‍ | Попис 1991.‍ | Попис 1991.‍ | Попис 1991.‍ | Попис 1991.‍ |
| ----------- | ----------- | ----------- | ----------- | ----------- |
|             |             |             |             |             |
| Хрвати      | Хрвати      |             | 382         | 99,22%      |
| остали      | остали      |             | 1           | 0,25%       |
| непознато   | непознато   |             | 2           | 0,51%       |
| укупно: 385 |             |             |             |             |